# The Clique
The Clique es una película estadounidense directa a DVD basada en la popular novela y serie juvenil de la autora Lisi Harrison. La película está producida por Alloy Entertainment, lanzada a través de la compañía Bankable Productions de Tyra Banks y es una producción de Warner Premiere con Tyra Banks como productora ejecutivo. El rodaje comenzó en febrero de 2008 en Rhode Island y terminó en marzo de 2008. La película fue estrenada el 18 de noviembre de 2008. La película fue filmada parcialmente en Portsmouth Abbey School en Portsmouth, Rhode Island.

## Trama
La película comienza con Massie gritándole a su madre y a su padre por arruinar sus planes originales de ir a una fiesta de "fin de año" por la llegada del mejor amigo de su padre y su familia, los Lyon, que se están mudando desde Orlando a Westchester para vivir en la casa de huéspedes del bloque, mientras que encuentran una nueva casa. Enojada con sus padres, Massie convoca a sus tres mejores amigas Dylan, Alicia y Kristen y les cuenta falsos hechos embarazosos sobre el anfitrión de la fiesta y deciden no ir. Más tarde, su madre le propone que si ella se comportaba bien con la hija de los Lyon, Claire, ella podría ir a la fiesta de "fin de año". Cuando los Lyon llegan, a Massie inmediatamente no le agrada Claire, debido a su atuendo. En la cena, Massie apresura a la familia a comer sólo para que ella pudiera ir a la fiesta, pero se enfada cuando su madre le pide que lleve a Claire a la fiesta con ella. Molesta, Massie finge estar enferma y va a la cama temprano.
Más tarde esa noche, mientras conversaba con su madre sobre el estilo de moda de Massie, Claire convence a su madre para llevarla a comprar ropa nueva; así encajaría con la gente de la ciudad. Al día siguiente, mientras está de compras, Claire conoce a Dylan en una tienda cuyos precios son bastante altos. De esta forma, Claire le aconseja sobre cómo conseguir que su madre le compre un par de pantalones vaqueros. Claire encuentra un par de jeans blancos que le encantan, y resultan ser un estilo muy moderno y digno para la Escuela Octavio Country Day. Su madre no iba a comprar el par de pantalones vaqueros porque son caros, pero más tarde la sorprende con ellos.
Al día siguiente, mientras montaba a caballo, Massie conoce a un chico llamado Chris Abeley, y al instante se enamora de él . Chris es un estudiante de una secundaria en Briarwood, y conocía a Massie de la subasta que sus padres hacen anualmente para caridad. Después de coquetear con Chris, ambos acuerdan encontrarse la próxima semana para montar en el camino privado de sus padres. En su primer día de clases, Claire va a la escuela con Massie y su chófer. Tras que Massie le pide que se cambie al asiento trasero, el chófer recoge a Dylan. Así instantáneamente ella y Claire se reconocen, pero Dylan deja de ser agradable con Claire debido a la desaprobación de Massie. Posteriormente, recogen a Alicia y Kristen. Mientras caminaba a la escuela, Claire se encuentra con Chris Abeley, que está montado en su monopatín y cae encima de Claire y los dos hablan. Massie ve esto y se pone furiosa por Claire. Claire viene por minutos más tarde y le pregunta por un Massie ubicación de la habitación y las respuestas Massie con un comentario sarcástico. Claire le pregunta por qué está actuando de esa manera, conduce a una pelea. Las chicas se empiezan a planear una forma de "ruina" de Claire en el resultado.
Durante la clase de arte, Alicia le derrama pintura roja en todo los pantalones vaqueros de Claire y los textos de las otras chicas que dicen cómo se ve cómo Claire tuvo su período. Después de ver la pintura roja, el profesor de arte le dice a Claire que ir a la oficina de la enfermera, sin decirle por qué. Después de buscar la oficina, Claire le pide a Dylan para las direcciones que se encuentra fuera, y ella le da direcciones falsas que conducen a su a la clase está en Massie (también con el asesoramiento de hablar en voz alta: la enfermera es medio sorda), y se reían de ella cuando se marcha y ella se va.
Claire llega a la clase de yoga Massie y avergüenza a sí misma delante de la clase. A continuación se encuentra la enfermera , y después de descubrir que Alicia había derramado pintura sobre ellos, cambia su atuendo en la pérdida de la ropa encontrada interpuesto por la enfermera. En el almuerzo, Claire sale de la cafetería después de Massie se burla de su atuendo. Más tarde, Massie y sus amigas van a la escuela de Chris para verlo irse, dejando a Claire caminando a casa.
Al día siguiente, en el viaje a la escuela, Kristen habla sobre una misión importante y deciden crear una empresa de distribuciónpara el proyecto de Kristen ,  de mala gana con la sugerencia de Claire de nombrar a la empresa "Glambition". y Massie dice '' Me gusta hasta que encuentre algo mejor '' En la escuela, Claire decide hacer una nueva amiga y se sienta con Layne en el almuerzo porque estaba sola . Después de entrar en una conversación, Layne habla sobre cómo todo el mundo quiere ser como Massie , Alicia, Dylan y Kristen que se conoce como el "Comité bonita". Claire miente y dice que es la mejor amiga de Massie, y después de pasar por los comentarios de Layne en Massie está celosa de ella cuando en realidad es que está enojada con Claire, pero ella dice que va a hablar con ella más tarde.
Layne y Claire hacen planes para pasar el rato en la noche del viernes, pero sus planes se arruinan cuando la madre de Massie invita a Claire pasar la noche semanal de Massie. Claire acepta, ajeno al hecho de que Massie no la quería allí. Claire llama a Layne y la mentira que ella tiene que cuidar a su hermano Todd, y hace planes para pasar el rato el sábado en su lugar. La noche de la fiesta de pijamas, las chicas están donando ropa vieja para la subasta anual y Massie y su madre hablar en privado en la cocina, donde ella le dice Massie ser amable con Claire. Después de ver a Claire sola y de doblar la ropa para la subasta, Massie la invita a la cabaña, donde duermen. Alicia le pregunta a las chicas si se prefiere: A) Una perdedora amigable o B) una persona con una gran cantidad de amigos que secretamente te odian, todas ellas eligieron B, con excepción de Claire, que prefirió ser una perdedora  (aunque en el libro de este se enciende y Massie la admira por su honestidad. Este probablemente fue trasladado a enviar un "mensaje mejor").
Más tarde, durante la reproducción de Truth or Dare Alicia le pregunta si alguna vez Massie besado a un chico y Massie le dice a su pregunta después de la subasta, uno será un sí definitivo, a causa de Chris Abeley. Massie luego le pide a Claire que le gusta, y Claire admite que le gusta Chris Abeley. Dylan señala que es el chico que estaba hablando de Massie besos y Claire asume que él es su novio, a lo que Alicia hace un comentario rápido. Kristen sugiere que vayan a dormir. Se apagaron las luces, pero Alicia hace un ruido de gases con las manos y los marcos de Claire por el incidente. Claire le dispara a un regreso diciendo que eran los pechos de Alicia, y luego deja la cabaña a pesar de Massie dice que no tiene por qué, pero Claire dice: "No tengo? Lo prefiero . A lo que Massie contesa '' Como quieras . Y regresa a la cabaña .
El día siguiente Layne llega a la casa de huéspedes a ver a Claire, donde todas las chicas incluyendo Massie se dan cuenta de que Layne es en realidad hermana de Chris Abeley. Para hacer celosa a Massie , Claire a propósito acaricia el pelo de Chris después de ser dicho que él ya tiene novia. Con furia, Massie va a caballo para reunirse con Chris y le dice a su sorpresa, que ella siempre le ha gustado Layne, y le quita la gorra diciendo que va a subastar, por lo que tendría que ir a la subasta. En la escuela Massie pretende ser amiga de Layne. Layne abandona a Claire después de haber sido informado por Massie que Claire abandonó a ir a pasar la noche Massie. Massie dice Layne que van a ser amigas secretas y de que lleguen a la estética para obtener información acerca de Chris, y si alguna vez habla sobre ella. A lo que responde que Layne nunca se ha hablado de ella.
A la espera de Massie para llegar a su reunión Glambition en la piscina del bloque, Claire decide ir a nadar. Ella miente sobre la marca de su traje de baño y todos deciden tener diversión en la piscina hasta que Massie llegara y derriba a Claire, ver a través de la mentira de Claire de su marca de traje de baño. La madre de Claire nota que algo está mal, después de ver llegar a su hija a casa a llorando , pero Claire no dice que preocuparse porque va a hablar con Massie al respecto. Claire va a la casa del Bloque para hablar las cosas con Massie, y después de ver que la habitación estaba vacía que secuestra IM Massie y empieza a mensajes instantáneos con Alicia finge ser Massie, ella dice que ahora le gusta Claire y le asigna el vestuario del día siguiente, pantalones cortos sobre medias, lo que todo el mundo lleva, pero Massie.
La noche siguiente, Claire se acerca a IM Massie de nuevo, y los insultos de Dylan diciendo que sus piernas no se vería bien con una minifalda. Dylan se molesta con Massie y comienza a usar faldas largas para ocultar sus piernas. La noche siguiente, Claire esconde a Bean, para ganar más tiempo en el secuestro de IM Massie Mientras Kristen mensajes instantáneos a su hermano camina en la habitación de Massie, para su sorpresa y comienza a ver las cosas Massie, mientras que Claire estaba en la computadora. Ella encuentra el secreto de Kristen: sus padres son realmente pobres y Kristen asiste TOC con una beca. A cambio de secreto de Kristen, Claire (como Massie) le dice que ella ha hecho amistad con Layne y realmente le gusta. Claire se escapa en el momento de alejarse de Massie por la ayuda de Todd.
Al día siguiente, la amistad de Kristen, Dylan y Alicia con Claire y abandonaron a Massie, porque creen que es amigo de Layne en lugar de ellos ahora. Claire acepta, e incluso se junta con ellos después de la escuela. Ellos van a una tienda de diseño, y Alicia se ofrece a comprar un vestido para la subasta de la caridad y la entrega a Claire a su viejo teléfono, para que puedan mantenerse en contacto para pasar el rato. Dylan invita a Claire a su casa, pero las protestas de Claire y le dice que tiene que estar en casa antes de las 5:00. Sin embargo, Claire va a la casa de Dylan, de todos modos. Claire llega a casa de su madre, que había estado enferma de preocupación para Claire. Su madre acaba de prohibir su andar con Alicia, Dylan, y Kristen, porque sentía que su actitud ha cambiado y exige que regrese los vestidos caros.
Esa noche, Massie envía mensajes instantáneos a todos sus amigos, pero solo después de que Kristen respuestas le dijeron que los tubos de brillo de labios de Glambition había llegado. Kristen llega a recoger el paquete, cuando ella y Massie entrar en una discusión acalorada y averiguar sobre régimen de Claire. A continuación, el gancho de cuatro a Claire en una conferencia telefónica, diciéndole que su diversión, así como ella, ha terminado. Al día siguiente las chicas venir y empezar a trabajar en una receta de maquillaje en conjunto para entregar en el paseo de la escuela de Nueva York. Las chicas sugieren Massie saltar de una torta con un traje especial para sorprender a Chris Abeley el día de la subasta, ya que su cumpleaños es el mismo día, y Massie decide llevar un encargo camiseta lectura "I ♥ Chris Abeley ", mientras que saliendo de la torta. Claire entonces viene abajo y le pide prestado un huevo, que se compromete a Massie, arrojándolo a Claire, quien dirige a llorar; Massie asegura su posición como el líder de la Comité Pretty.
Antes de partir para un viaje de campo de la escuela, Claire hace con Layne. Massie y sus amigos comienzan a vender sus brillos de labios, haciendo que muchos de los labios de las niñas a hincharse después de una reacción alérgica al aceite de cacahuete en las glosas (aceite de cacahuete es la alergia más común, que ya sabían). Sin el conocimiento de Claire, Massie anónima envía a Claire un texto que la harina de avena ayudará con la inflamación, Claire y Layne son capaces de salvar el día. Kristen gracias a Claire para salvar el día y admite que Claire era mejor saber su secreto de Massie. Al día siguiente en la subasta, Claire conoce a la novia de Chris Abeley, el cervatillo. Claire vuelve posesiones de Alicia de nuevo a ella y se entera de que Alicia también se había tratado de derrocar a Massie; Claire reaviva su amistad con Dylan.
Más tarde, Claire deja de Massie se salga de la torta después de anunciar Fawn era la novia de Chris, antes de la hazaña. Massie se introdujo detrás del escenario, donde ella y Claire reconciliar su amistad. Es entonces cuando Massie revela que también ella elegiría "A) Un perdedor sin amigos."
La película termina con Claire en la cama, oliendo la rosa y contándole a su madre acerca de la subasta. Ella dice que no está seguro de cuánto tiempo va a durar. Cuando su madre le pregunta si ella estaba hablando de su amistad con Massie o la flor, a la que Claire responde tanto a ambos.

## Reparto y personajes
- Claire Lyons (Ellen Marlow) - Una chica rubia de ojos azules, muy inteligente que se traslada desde Orlando, Florida a Westchester, Nueva York. Su padre fue a la universidad con el padre de Massie. A su llegada, los padres de Massie ofrecieron su casa de huéspedes a Claire y su familia, para desagrado de Massie. Ella es inmediatamente rechazada por Massie, por el hecho de que ella se viste con ropa "rara" e invade su vida. Claire es un poco tímida, ama comer Keds que son "Pies de Gomita". Ella hace su mejor esfuerzo por ser ella misma y unirse a la clique para poder seguir un gran tiempo en Westchester, pero con problemas financieros, todo eso es difícil de lograr. Su objetivo es ganar el respeto de Massie y unirse a la pandilla.
- Massie Block (Elizabeth McLaughlin) - es la que manda de la clique. La familia de Massie es rica - sus padres son dueños de una finca enorme y de 4.2 hectáreas de propiedad. Ella tiene grandes remontadas, disfruta de la creación de juegos de palabras para jugar con las niñas como "chándal Juicy, sin retrasos punch" (en los libros es de Burberry), le gusta la moda cara, y es dueña de un pug negro llamado "Bean". Massie siempre va a la moda - tiene un montón de revistas y una diseñadora de vestuarios -, y siempre escribe en su lista "Estado de la Unión". Ella quiere una vida libre de Claire, ya que ella ve a Claire como una amenaza. Massie es un ángel con sus amigas, pero es algo desagradable para los demás. Estaba enamorada de Chris Abeley hasta que descubre que él tiene novia, Fawn. Massie disfruta de cabalgar con su caballo Brownie .

- Alicia Rivera (Samantha Boscarino) - es la segunda en el mando de la camarilla. Ella es tan inteligente como hermosa. Siempre ha querido comenzar su propia clique, pero estuvo todo el tiempo con Massie. Había querido acabar con Massie pero nunca lo hizo y dijo a Claire, "Buen trabajo tratando de desbancar a Massie. Te acercaste más que yo". Su madre es una modelo española de nombre Nadia Rivera y su padre Len Rivera, es un reconocido abogado. Alicia a veces puede ser mejor que Massie por naturaleza. Le encanta bailar, y casi siempre tiene más chismes que contar. Massie se refiere a ella como "Fanish", que significa falso español.

- Dylan Marvil (Sophie Anna Everhard) - La hija de Merri-Lee Marvil, anfitrión del popular talk show The Daily Grind. Dylan da acceso a la clique a la fama y el mundo del espectáculo. Ella es consciente de su peso, en parte debido a la presión de su madre, pero no puede dejar de comer comida rápida. Ella hace reír a todos en la pandilla y le gusta usar colores negros u oscuros para verse más delgada.

- Kristen Gregory (Bridgit Mendler) - Una estrella del deporte superinteligente que asiste al TOC con una beca (un secreto sólo conocido por Claire Lyons) y es una de las mejores amigas de Massie y se encuentra en la clique. Sus padres son muy estrictos y no tan ricos como los padres de las otras chicas, ella se preocupa por sus calificaciones y por no reprobar, es una buena estudiante. Kristen trata de actuar normal y una vez fuera de la casa, lejos de su madre y su padre, viste con faldas de moda, blusas, vestidos y tacones altos. Ella hace su mejor esfuerzo para mantener sus calificaciones altas y permanecer en el TOC. Le gusta mucho jugar fútbol.

- Layne Abeley (Vanessa Marano) - Conocida como "Layme" o "Lame" Abeley en el Comité. Es amiga de Claire, que se obsesiona con la avena. Puede ser descrita como una combinación de chica rebelde y geek. Ella es la primera amiga de Claire en el TOC, y en última instancia, su única verdadera amiga en mayor parte. Massie a menudo se refiere a ella y a sus amigas como LBRs (perdedores sin posibilidad de reparación). Su hermano mayor es Chris Abeley, chico que le gusta a Massie. Layne siempre ha querido saber lo que sucede en la pandilla y quiere ser como ellas, aunque nunca lo demuestre.

- Chris Abeley (Keli Price) - Un estudiante de primer año que asiste a Briarwood, conoce a Massie por accidente al pasear a caballo en su pista privada. Su buena apariencia le hace popular entre las chicas. Massie rápidamente se enamora de él, sin saber que ya tiene novia, Fawn. Chris es también el hermano mayor de Layne.

- Todd Lyons (Dylan Minnette) - El hermano menor de Claire, quien se siente atraído por Massie. Él ayuda a Claire a salir de situaciones de las que no puede salir ella misma al tratar de arruinar la vida de Massie. A pesar de que no se menciona en la película, Todd es conocido por ser un fisgón y siempre escucha las conversaciones de otras personas, especialmente de Massie y sus amigas.

### Personajes secundarios
- Judi Lyons (Elizabeth Keifer) - La madre de Claire, que se preocupa de que Claire no sea ella misma.

- Jay Lyons (Neal Matarazzo) - El padre de Claire que tenía problemas financieros en Orlando y se mudó a Nueva York desde Florida con su familia a vivir con su viejo amigo de la escuela, William Block.

- William Block (David Chisum) - El padre de Massie. Él gana un mucho dinero y trata de ayudar a los Lyon.

- Kendra Block (Julie Lauren) - La madre de Massie. Ella le dice a Massie que sea amable y agradable con Claire y odia ver a su hija ser tan cruel con ella.

- Isaac (Boris McGiver) - El piloto de los Block. Él sabe de las conversaciones del Comité de Massie y, a veces le da consejos a Claire sobre todo cuando los necesita más.

- Fawn (Camila Vignaud) - novia de Chris.

- Enfermera Adele (Ángel Desai) Enfermera de la escuela. Ella ayuda a Claire ofreciéndole algo de ropa de su oficina, cuando se manchó de la pintura roja que derramó Alicia en ella en la clase de Artes.

- Shelby Wexler (Elizabeth Gillies) - Un estudiante popular de octavo que jugó en el último partido antes del inicio del receso de invierno. Massie le mintió a sus amigos acerca de que Shelby era dueño de un par de cocodrilos de color naranja y de que tenía piojos por lo que no irían a la fiesta, como Massie.

- Jena Drezner - La chica que en el libro, hizo burlas a Kristen debido a su blusa. En la película se acerca a Massie y habló sobre el partido.

## Canciones
| N.º | Título                  | Artista            |
| --- | ----------------------- | ------------------ |
| 1.  | "Go"                    | Rebecca Jones      |
| 2.  | "Break It Down"         | Free & Easy        |
| 3.  | "Heaven On Earth"       | Free & Easy        |
| 4.  | "Hypnotique"            | Free & Easy        |
| 5.  | "Get Up and Go"         | Alana D.           |
| 6.  | "Ur Perfect"            | Juliet Shatkin     |
| 7.  | "Look But Don't Touch"  | Juliet Shatkin     |
| 8.  | "Commit Me"             | Alana D.           |
| 9.  | "So Dangerous"          | Alana D.           |
| 10. | "Find My Place"         | Samantha Boscarino |
| 11. | "My Own Band"           | Mellow Dee         |
| 12. | "What You Say"          | Mellow Dee         |
| 13. | "Psycho 4 U"            | CanDee Land        |
| 14. | "That Girl"             | CanDee Land        |
| 15. | "Get Ur Good Time On"   | CanDee Land        |
| 16. | "Ayo Ayo"               | Chris Classic      |
| 17. | "Here With Me Now"      | The Clique Girlz   |
| 18. | "String Quartet No. 18" | Franz Schubert     |